# Atlantis (альбом Lunatica)
«Atlantis» — перший студійний альбом швейцарського симфо-метал-гурту Lunatica. Реліз відбувся у 2001.

## Список композицій
| #     | Назва                   | Тривалість |
| ----- | ----------------------- | ---------- |
| 1.    | «The Search Begins..»   | 02:10      |
| 2.    | «World Under Ice»       | 04:55      |
| 3.    | «The Landing»           | 04:07      |
| 4.    | «Atlantis»              | 05:24      |
| 5.    | «Silent Scream»         | 06:28      |
| 6.    | «Garden of Delight»     | 06:02      |
| 7.    | «Time»                  | 04:02      |
| 8.    | «Between Love and Hate» | 05:42      |
| 38:50 |                         |            |

## Учасники запису
- Андреа Детвілер — вокал
- Еміліо "МДжі" Баррантес — бас-гітара
- Ронні Вульф — барабани
- Сандро Д'Ікау — гітари
- Енді Лювенбергер — гітари
- Ермес ді Пріско — ударні